# روژه دزورمیر
روژه دزورمیر (فرانسوی: Roger Désormière‎; ۱۳ سپتامبر ۱۸۹۸ – ۲۵ اکتبر ۱۹۶۳) رهبر (موسیقی) و آهنگساز اهل فرانسه بود. او مدافع پرشور آهنگسازان معاصر بود اما اجرای موسیقی فرانسوی اوایل قرن هجدهم را هم رهبری می‌کرد.